# اسکارکرافت
اسکارکرافت (به انگلیسی: Scarcroft) یک روستا و محله مدنی در بریتانیا است که در سیتی لیدز واقع شده‌است. اسکارکرافت ۱٬۱۹۴ نفر جمعیت دارد.